# 哈斯拉赫河
50°13′39″N 11°18′58″E / 50.22750°N 11.31611°E

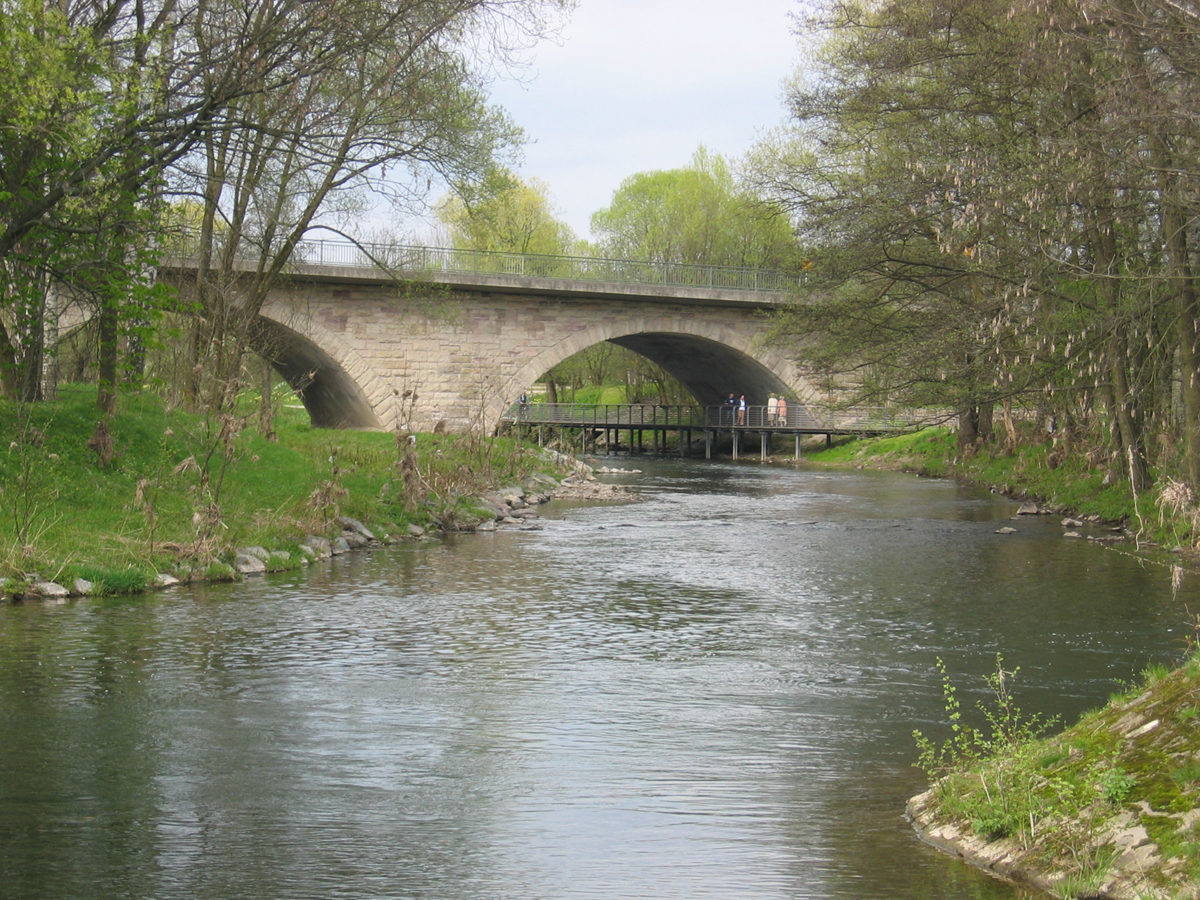
哈斯拉赫河

哈斯拉赫河（德語：Haßlach）是德國巴伐利亚州的河流，位於該國東南部，屬於罗达赫河的右支流，河道全長31公里，流域面積321平方公里，發源自托伊施尼茨附近。